# Paul Fournel
Pour les articles homonymes, voir Fournel.
Paul Fournel est un écrivain français né le 20 mai 1947 à Saint-Étienne. Auteur de romans, de nouvelles, de poésies, de pièces de théâtre et d'essais, il a publié également des romans pour la jeunesse.
Il a reçu, entre autres prix littéraires, le Prix Goncourt de la nouvelle en 1989 pour son recueil Les Athlètes dans leur tête, et reçu le Prix Renaudot des lycéens en 1999 pour son roman Foraine.

## Biographie
Paul Fournel suit une classe préparatoire littéraire au Lycée Claude-Fauriel, à Saint-Étienne.
Ancien élève de l'École normale supérieure de Saint-Cloud (1968-1972), il est l'auteur d'une thèse de doctorat intitulée Le Guignol lyonnais classique (1808-1878) étude historique, thématique et textuelle d’une forme d’art populaire. Paul Fournel devient éditeur chez Hachette, à l'Encyclopædia Universalis, chez Honoré Champion, chez Ramsay (1982-1989), puis chez Seghers (1989-1992).
Il est invité d'honneur de l'Oulipo en 1971, puis y est coopté l'année suivante.
Il ne cesse cependant d'écrire et d'explorer des formes nouvelles. Il est nommé Régent du Collège de ’Pataphysique en 2005 de la chaire de Vélocipédie théorique & pratique. Il est président de la Société des gens de lettres de 1992 à 1996 et de l'Oulipo de 2003 à 2019.
Il occupe ensuite des postes de l'administration culturelle comme directeur de l'Alliance française de San Francisco (1996-2000), attaché culturel de l'ambassade de France au Caire (2000-2003) et directeur littéraire du Centre régional des lettres de Languedoc-Roussillon.

## Œuvres

### Livres
- Clefs pour la littérature potentielle, 1972, Denël, coll. « Dossiers des Lettres nouvelles », 151 p.
- L’Équilatère, 1972, Gallimard, coll. « Le Chemin », 125 p., (ISBN 2-07-028210-4)
- L’Histoire véritable de Guignol, 1975, Fédérop, 298 p., (ISBN 2-85792-008-3) — rééd. Slatkine, 1983
- Les petites filles respirent le même air que nous, 1978, coll. « Le Chemin », 156 p., (ISBN 2-07-029942-2)
- Les Grosses Rêveuses : nouvelles, 1982, Éditions du Seuil, 188 p., (ISBN 2-02-006141-4)
- Les Athlètes dans leur tête : nouvelles, 1988, Ramsay, 177 p., (ISBN 2-85956-735-6) — rééd. Seuil (adaptée en pièce de théâtre par André Dussollier en 2003)

Prix Goncourt de la nouvelle 1989, Prix FNAC, Grand Prix de littérature sportive 1988
- Un homme regarde une femme, 1994, Éditions du Seuil, 188 p., (ISBN 2-02-019107-5)
- Pac de Cro, détective, 1995, éditions le Verger, collection « Les nouvelles du mercredi », ill. Claude Lapointe, 141 p., (ISBN 2-908367-53-X)
- Guignol : les Mourguet, 1995, Éditions du Seuil, (ISBN 2-02-025895-1)
- Toi qui connais du monde : poèmes, 1997, Mercure de France, 155 p., (ISBN 2-7152-2073-1)
- Alphabet gourmand, 1998, avec Harry Mathews, Boris Tissot et Stefano Baroni, Seuil jeunesse, (ISBN 2-02-030409-0)
- Foraine : roman, 1999, Éditions du Seuil, 171 p., (ISBN 2-02-021699-X)

Prix Renaudot des lycéens, 1999
- Besoin de vélo, 2001, Éditions du Seuil, 235 p., (ISBN 2-02-041491-0)
- Poils de Cairote, 2004, Éditions du Seuil, collection « Fiction & Cie », 356 p., (ISBN 2-02-058041-1)
- À la ville à la campagne : deux vocations ratées, 2006, Éditions Après la lune, coll. « La maîtresse en maillot de bain », 55 p., (ISBN 2-35227-015-4)
- Tables fournelliennes, 2006, les Mille univers, coll. « Pain perdu », (ISBN 2-916034-05-6)
- Chamboula : roman, 2007, Éditions du Seuil, 341 p., (ISBN 978-2-02-089278-0)
- Les Animaux d'amour, 2007, Le Castor astral, coll. « Les Mythographes », 91 p., ill. Henri Cueco, (ISBN 978-2-85920-724-3)
- Les Mains dans le ventre & Foyer jardin, 2008, Actes Sud-Papiers, coll. « Théâtre », 73 p., (ISBN 978-2-7427-7192-9)
- Méli-Vélo, 2008, Éditions du Seuil, 251 p., (ISBN 978-2-02-096627-6)
- Courbatures : nouvelles, 2009, Éditions du Seuil, 167 p., (ISBN 978-2-02-099669-3)
- Manières douces, sous le pseudonyme « Profane Lulu », 2010, Éditions Dialogues, 138 p., (ISBN 978-2-918135-05-0)
- La Liseuse, 2011, P.O.L, 216 p., (ISBN 978-2-8180-1417-2)
- Anquetil tout seul : récit, 2012, Éditions du Seuil, 148 p., (ISBN 978-2-02-103672-5)
- Jason Murphy, 2013, P.O.L, 190 p., (ISBN 978-2-8180-1765-4)
- Le Bel Appétit, 2015, P.O.L, 214 p., (ISBN 978-2-8180-3630-3)
- Avant le polar : 99 notes préparatoires à l’écriture d’un roman, 2016, Éditions Dialogues, 75 p., (ISBN 978-2-36945-046-7)[4]

- Faire Guignol, 2019, P.O.L, 268 p., (ISBN 978-2-8180-2082-1)
- Jeune-Vieille : roman, 2021, P.O.L, 172 p., (ISBN 978-2-8180-5259-4)
- Attends voir : roman, 2022, P.O.L, 155 p., (ISBN 978-2-8180-5501-4)[5]
- Le Livre de Gabert, 2023, P.O.L, 201 p.,  (ISBN 978-2-8180-5766-7)

### Fascicules de La Bibliothèque oulipienne
- no 8 : Élémentaire moral, 1978
- no 10 : L’Hôtel de Sens, 1978, avec Jacques Roubaud
- no 16 : La Cantatrice Sauve, 1981, avec Claude Burgelin, Béatrice de Jurquet, Harry Mathews, Georges Perec et Jacques Bens
- no 46 : Banlieue, 1990
- no 99 : Foyer-jardin, théâtre, 1997
- no 138 : Les premières heures de la colonie : conte en arbre à palabres, 2006.
- no 140 : La table de nain : prolongée de quelques conséquences, 2005
- no 147 : Les animaux d'amour, 2006
- no 151 : Romans, 2006
- no 152 : Chicagos, 2006, avec Jacques Roubaud
- no 163 : Terines, 2007
- no 193 : Lunel où sont les Fournel, 2011
- no 202 : Cabinets de curiosité, 2014, avec Frédéric Forte, Ian Monk, Jacques Jouet et Olivier Salon
- no 207 : Autre couture, 2015, avec Ian Monk, Frédéric Forte, Jacques Jouet et Olivier Salon
- no 211 : Le Voyage d'Hébert, 2012
- no 229 : À deux voies, 2018
- no 238 : Chicagos des âges de la vie, 2019

### Livres pour la jeunesse
Parue dans la collection « Bibliothèque rose » (Hachette) :
- Série Superchat :
  - Superchat contre Vilmatou, 1976, ill. Chica,
  - Superchat et les karatéchats, 1977, ill. Laurent Jonathan,
  - Joyeux Noël, Superchat !, 1978, ill. Chica,
  - Superchat et les chats pitres, 1979, ill. Chica ;
- Série Guignol :
  - Ce coquin de Guignol, 1976, ill. Nicole Marchesseau,
  - Guignol est un malin, 1976, ill. Nicole Marchesseau,
  - La Fortune de Guignol, 1977, ill. Nicole Marchesseau,
  - Les Bonnes Affaires de Guignol, 1977, ill. Nicole Marchesseau,
  - Guignol se déguise, 1979, ill. Nicole Marchesseau.

Autres romans :
- Les Aventures très douces de Timothée le rêveur, 1978, Hachette Jeunesse, coll. « La Bouteille à l'encre », ill. Claude Lapointe, Gabriel Garcia ;
- J'aime les sports, 1978, Hachette Jeunesse, coll. « Avec Pierre, Pic et Martine », ill. Pierre Magnin ;
- La Reine de la cour, 1979, Gallimard, coll. « Enfantimages », ill. Jacques Rozier, Monique Gaudriault ;
- Un rocker de trop, 1983, Balland, coll. « L'Instant romanesque » ;
- Le Jour que je suis grand, 1995, Gallimard, coll. « Haute enfance » ;
- Timothée dans l'arbre, 2003, Seuil, ill. Emmanuel Pierre.

## Monographie
- De mémoire de Babar, préf. Maurice Sendak, ill. Jean de Brunhoff, Laurent de Brunhoff, 1997, coédition Centre de promotion du livre de la jeunesse de la Seine-Saint-Denis et Hachette Jeunesse, (ISBN 2-01-223763-0) .

## Ouvrages collectifs
- Sur les traces de Champlain : un voyage extraordinaire en 24 tableaux, 2015, éditions Prise de Parole, coll. « Récits », 301 p., (ISBN 9782894231890)
- Paul Fournel (dir.), Les Marionnettes, 1982, Bordas, coll. « Bordas spectacles », 159 p., (ISBN 2-04-011358-4)

## Prix et distinctions
- 1989 : Prix Goncourt de la nouvelle pour Les Athlètes dans leur tête.
- 1999 : Prix Renaudot des lycéens pour Foraine.
- 2012 : Prix Sport Scriptum pour Anquetil tout seul.